# 오카모토촌 (후쿠이현)
오카모토촌(岡本村)은 후쿠이현 이마다테군에 있던 촌이다. 현재의 에치젠시 남동부에 해당한다.

## 역사
- 1889년 4월 1일 - 정촌제 시행에 의해 14개 촌의 구역을 가지고 성립하였다.
- 1956년 9월 30일 - 이마다테정에 편입해, 동일 오카모토촌은 페지되었다.

## 교통

### 철도
- 후쿠이 철도
  - 난에쓰선

## 참고문헌
- 角川日本地名大辞典 18 福井県